# Zandra Andersson
Zandra Andersson, född 9 december 1988 i Göteborg, är en svensk skådespelare.
Hon debuterade 2009 i huvudrollen som Maja i långfilmen Prinsessa av Teresa Fabik som hade svensk biopremiär i september 2009. För sin insats i denna fick Andersson motta två priser: "bästa skådespelerska" på International Images of Film Festival for Women i Harare, Zimbabwe och "bästa kvinnliga skådespelare" på 13th Olympia International Film Festival, Grekland.
2013 hade Zandra Andersson en roll i ett avsnitt (säsong 2, avsnitt 1) i TV-serien Barnmorskan i East End (Call the Midwife) producerad för BBC i England.
2015 har Zandra Andersson en roll i den svenska thrillerserien Jordskott.

## Filmografi
- 2006 – Stilla natt (kortfilm)
- 2009 – Prinsessa
- 2011 – En man med litet ansikte
- 2013 – Barnmorskan i East End (TV-serie) (originaltitel: Call the Midwife) (säsong 2 avsnitt 1)
- 2015 – Jordskott (TV-serie) (säsong 1)

### Fotnoter
1. 1 2  ”Zandra Andersson”. Svensk Filmdatabas. http://www.sfi.se/sv/svensk-filmdatabas/Item/?type=PERSON&itemid=374642&ref=%2ftemplates%2fSwedishFilmSearchResult.aspx%3fid%3d1225%26epslanguage%3dsv%26searchword%3dZandra+Andersson%26type%3dPerson%26match%3dBegin%26page%3d1%26prom%3dFalse. Läst 22 september 2012.